# Уилям Шатнър
Уилям Алън Шатнър (роден на 22 март 1931 г. в Монреал, Квебек) е канадски актьор, който става известен с ролята си на Джеймс Т. Кърк от сериала „Стар Трек: Оригиналният сериал“.

## Ранен живот
Уилям Шатнър учи в училището Уилингтън, а по-късно в Notre-Dame-De-Grâce. В последното една от сградите носи неговото име.

## Кариера
Прави своя дебют в телевизията с Ranger Bill, а в киното с The Brothers Karamazov.

### Стар Трек
В пилотния епизод на Стар Трек, „Клетката“, капитан на USS Ентърпрайз е Кристофър Пайк, игран от Джефри Хънтър. След като Хънтър отказва да се снима в следващия епизод, Шатнър поема ролята на капитан Джеймс Т. Кърк. Той също играе и ролята на брата на Кърк, Джордж Самюел.
След Стар Трек минава известно време преди Шатнър да изиграе нова роля. Завръща се в киното със „Стар Трек: Филмът“. Шатнър участва в първите седем Стар Трек филма.
Носител е на две награди Еми и един Златен глобус.

## Филмография

### Филми
- The Butler's Night Off (1951)
- Едип цар (1957)
- Братя Карамазови (1958)
- City Out of Time (1959) (short subject) (говорител)
- The Explosive Generation (1961)
- Нюрнбергският процес (1961)
- The Intruder (1962)
- The Outrage (1964)
- Incubus (1965)
- White Comanche (1968)
- Big Bad Mama (1974)
- Impulse (1974)
- Land of No Return (1975)
- The Devil's Rain (1975)
- Miracles of the Gods (1976) (документален) (говорител)
- A Whale of a Tale (1977)
- Kingdom of the Spiders (1977)
- The Third Walker (1978)
- Стар Трек: Филмът (1979)
- The Kidnapping of the President (1980)
- Visiting Hours (1982)
- Стар Трек II: Гневът на Хан (1982)
- Има ли пилот в самолета 2 (1982)
- Стар Трек III: В търсене на Спок (1984)
- Стар Трек IV: Пътуване към вкъщи (1986)
- Seasons (1987) (short subject) (говорител)
- Стар Трек V: Последната граница (1989) (също режисьор и сценарист)
- Стар Трек VI: Неоткритата страна (1991)
- Заредено оръжие (1993)
- Стар Трек VII: Космически поколения (1994)
- Land of the Free (1997)
- Trekkies (1997) (документален)
- Jefftowne (1998) (документален)
- Свободна инициатива (1998)
- Falcon Down (2000)
- Мис таен агент (2000)
- Buzz Lightyear of Star Command: The Adventure Begins (2000) (пее песента „To Infinity and Beyond“)
- Осмозис Джоунс (2001) (глас)
- Festival in Cannes (2001) (Cameo)
- Shoot or Be Shot (2002)
- Шоуто започва (2002)
- Groom Lake (2002) (също режисьор и сценарист)
- American Psycho II: All American Girl (2002)
- Големи топки (2004)
- Lil' Pimp (2005) (глас)
- Мис таен агент 2: Въоръжена и прекрасна (2005)
- Див живот (2006) (глас)
- През плета (2006) (глас)
- Escape from Planet Earth (2013)

### Телевизия
- Howdy Doody (1954)
- Billy Budd (1955)
- Tactic (1959 – 1960)
- Julius Caesar (1960)
- The Night of the Auk (1960)
- The Twilight Zone (1960 & 1963)
- The Outer Limits (1964)
- For the People (1965 – 1966)
- Star Trek: Where No Man Has Gone Before (1966) (втория пилотен епизод)
- Стар Трек: Оригиналният сериал (1966 – 1969)
- Alexander the Great (1968) (сниман през 1964)
- Shadow Game (1969)
- Sole Survivor (1970)
- The Andersonville Trial (1970)
- Vanished (1971)
- Owen Marshall, Counsellor at Law (1971)
- The People (1972)
- Kung Fu (1972) (Irish Bareknuckle Boxer)
- The Hound of the Baskervilles (1972)
- Incident on a Dark Street (1973)
- Go Ask Alice (1973)
- Horror at 37,000 Feet (1973)
- Стар Трек: Анимационният сериал (1973 – 1975) (глас)
- Pioneer Woman (1973)
- Inner Space (1974) (минисерии)
- Indict and Convict (1974)
- Pray for the Wildcats (1974)
- The Tenth Level (1975)
- Barbary Coast (1975 – 1976)
- Perilous Voyage (1976)
- Columbo: Fade in to Murder (1976)
- Testimony of Two Men (1977) (минисерии)
- How the West Was Won (1978) (минисерии)
- The Bastard (1978)
- Little Women (1978)
- Crash (1978)
- Riel (1979)
- Disaster on the Coastliner (1979)
- The Babysitter (1980)
- T.J. Hooker (1982 – 1986) (също и режисьор на няколко епизода)
- Secrets of a Married Man (1984)
- North Beach and Rawhide (1985)
- T.J. Hooker: Blood Sport (1986)
- The Trial of Standing Bear (1988) (глас)
- Broken Angel (1988)
- Rescue 911 (1989 – 1996)
- Voice of the Planet (1991) (miniseries)
- Family of Strangers (1993)
- TekWar (1994) (also director and writer)
- TekWar: TekLords (1994) (също режисьор и сценарист)
- TekWar: TekJustice (1994) (също режисьор и сценарист)
- TekWar (1994 – 1996) (също и режисьор на няколко епизода, сценарист и изпълнителен продуцент)
- Janek: The Silent Betrayal (1994)
- WWE (then WWF) Monday Night Raw (1995)
- Prisoner of Zenda, Inc. (1996)
- Dead Man's Island (1996)
- A Twist in the Tale (1998 – 1999)
- The Kid (2001) (voice)
- Full Moon Fright Night (2002) (минисерии)
- A Carol Christmas (2003)
- Адвокатите от Бостън (2004 – 2008)
- Invasion Iowa (2005)
- Merry F#%$in' Christmas (2005)
- Atomic Betty: The No-L 9 (2005)
- How William Shatner Changed the World (2005)
- Еверест (2007) (минисерии)
- Shit my dad says (2010 – 2011)
- Осмо чувство (2011 – 2012)
- Криминалните случаи на Мърдок (2015)
- По-добре късно, отколкото никога (2016 – 2018)
- Частни детективи (2017 – 2019)
- Теория за Големия взрив (2019)
- Алекса Кроу (2021)

### Художествена
- Trek серии
- Star Trek series, all with Judith and Garfield Reeves-Stevens
  - Star Trek: The Ashes of Eden, 1995, ISBN 978-0-671-52035-9
  - Star Trek: The Return, 1996, ISBN 978-0-671-52610-8
  - Star Trek: Avenger, 1997, ISBN 978-0-671-55132-2
  - Star Trek: Spectre, 1998, ISBN 978-0-671-00878-9
  - Star Trek: Dark Victory, 1999, ISBN 978-0-671-00882-6
  - Star Trek: Preserver, 2000, ISBN 978-0-671-02125-2
  - Star Trek: Captain's Peril, 2002, ISBN 978-0-7434-4819-2
  - Star Trek: Captain's Blood, 2003, ISBN 978-0-671-02129-0
- War серии
  - Man o' War, 1996, ISBN 978-0-399-14131-7
  - The Law of War, 1998, ISBN 978-0-399-14360-1
- Quest for Tomorrow серии
  - Delta Search, 1997, ISBN 978-0-06-105274-3
  - In Alien Hands, 1997, ISBN 978-0-06-105275-0
  - Step into Chaos, 1999, ISBN 978-0-06-105276-7
  - Beyond the Stars, 2000, ISBN 978-0-06-105118-0
  - Shadow Planet, 2002, ISBN 978-0-06-105119-7
- Адаптации на комикси
  - Star Trek: The Ashes of Eden, DC Comics graphic novel, 1995, ISBN 978-1-56389-235-6

### Други
- Captain's Log: William Shatner's Personal Account of the Making of „Star Trek V: The Final Frontier“, as told by Lisabeth Shatner, 1989, ISBN 978-0-671-68652-9
- Star Trek Memories, with Chris Kreski, 1993, ISBN 978-0-06-017734-8
- Star Trek Movie Memories, with Chris Kreski, 1994, ISBN 978-0-06-017617-4
- Get a Life!, with Chris Kreski, 1999, ISBN 978-0-671-02131-3
- Star Trek: I'm Working on That: A Trek from Science Fiction to Science Fact, with Chip Walker, 2002, ISBN 978-0-671-04737-5

## Дискография
- The Transformed Man (Decca, 1968)
- William Shatner Live (Lemli, 1977)
- Spaced Out: The Very Best of Leonard Nimoy and William Shatner (компилация) (Universal International, 1997)
- Has Been (Shout! Factory, 2004)